# Essex
Essex – hrabstwo administracyjne (niemetropolitalne), ceremonialne i historyczne we wschodniej Anglii, w regionie East of England, położone na północny wschód od Londynu, nad Morzem Północnym, zaliczane do tzw. Home Counties. Nazwa hrabstwa pochodzi od istniejącego we wczesnym średniowieczu anglosaskiego Królestwa Esseksu.
Hrabstwo administracyjne zajmuje powierzchnię 3465 km², a zamieszkane jest przez 1 393 600 osób (2011). Hrabstwo ceremonialne, obejmujące dodatkowo dwie jednostki administracyjne typu unitary authority – Thurrock i Southend-on-Sea, liczy 3670 km² powierzchni i 1 724 900 mieszkańców (2011). Największym miastem hrabstwa ceremonialnego jest Southend-on-Sea, a administracyjnego – Colchester. Ośrodkiem administracyjnym hrabstwa i jedynym miastem na jego terenie posiadającym status city jest Chelmsford. Innymi większymi miastami na terenie hrabstwa są Basildon, Rayleigh, Harlow, Grays, Brentwood, Clacton-on-Sea oraz Braintree.
Obszar Esseksu jest nizinny i rozciąga się pomiędzy estuarium Tamizy na południu a ujściem rzeki Stour na północy. Na znacznym obszarze hrabstwo ma charakter wiejski. Bliskość Londynu sprawiła, że wiele miast na terenie Esseksu pełni funkcję miast-sypialń czy ośrodków wypoczynkowych dla mieszkańców stolicy.
Na północy Essex graniczy z hrabstwem Suffolk, na północnym zachodzie z Cambridgeshire, na zachodzie z Hertfordshire, na południowym zachodzie z regionem Wielkiego Londynu a na południu z hrabstwem Kent.

## Podział administracyjny
W skład hrabstwa wchodzi dwanaście dystryktów. Jako hrabstwo ceremonialne Essex obejmuje dodatkowo dwie jednostki administracyjne typu unitary authority.
1. Uttlesford
2. Braintree
3. Colchester
4. Tendring
5. Harlow
6. Epping Forest
7. Chelmsford
8. Maldon
9. Brentwood
10. Basildon
11. Rochford
12. Castle Point
13. Southend-on-Sea (unitary authority)
14. Thurrock (unitary authority)